# Stirpis jamaicensis
Stirpis jamaicensis är en insektsart som beskrevs av Mckamey och Lewis L. Deitz 1996. Stirpis jamaicensis ingår i släktet Stirpis och familjen hornstritar. Inga underarter finns listade i Catalogue of Life.